# 農林科
農林科（のうりんか）は、日本の主に農業高等学校に設置されている教育科・学科。農業と林業について学ぶことができる。

## おもな設置校
- 東京都立大島高等学校

## 農林学科
大学の学科名称では、農林学科が使用される。通常は農学のほか林学･森林科学に関するコース･専攻講座が所属している。
- 独支大学農林学科
- ギーセン大学農林学科(Anschluss ein forstwirtschaftliches Studium)
- 延辺大学農学部農林学科
- 鹿児島大学農学部は農林環境科学科
- 琉球大学農学部は亜熱帯農林環境科学科
- 島根大学農学部は農林生産学科
- 高知大学農林海洋科学部（物部キャンパス）に2016年度（平成28年度）から農林資源環境科学科